# Bassurels
Bassurels is een gemeente in het Franse departement Lozère (regio Occitanie) en telt 52 inwoners (2009). De plaats maakt deel uit van het arrondissement Florac.

## Geografie
De oppervlakte van Bassurels bedraagt 65,0 km², de bevolkingsdichtheid is dus 0,8 inwoners per km².
De onderstaande kaart toont de ligging van Bassurels met de belangrijkste infrastructuur en aangrenzende gemeenten.

## Demografie
Onderstaande figuur toont het verloop van het inwonertal (bron: INSEE-tellingen).